# (7959) Alysecherri
(7959) Alysecherri est un astéroïde de la ceinture principale de la famille de Hungaria.

## Description
(7959) Alysecherri est un astéroïde de la ceinture principale de la famille de Hungaria. Il présente une orbite caractérisée par un demi-grand axe de 1,94 UA, une excentricité de 0,09 et une inclinaison de 19,3° par rapport à l'écliptique.

## Compléments